# شارون درابر
شارون درابر (بالإنجليزية: Sharon Draper)‏ (21 أغسطس 1948، كليفلاند في الولايات المتحدة)؛ كاتِبة مُتخصِّصة في أدب الأطفال وروائية أمريكية.

## روابط خارجية
- شارون درابر على موقع IMDb (الإنجليزية)
- شارون درابر على موقع قاعدة بيانات الفيلم (الإنجليزية)